# Filipínská kuchyně

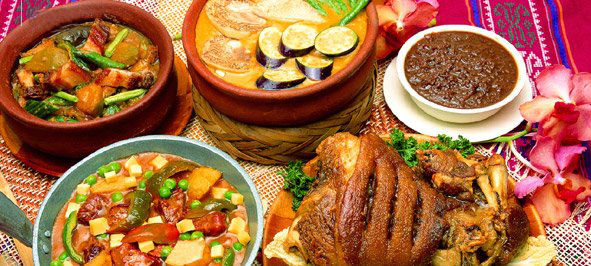
Výběr jídel z Filipínské kuchyně

Filipínská kuchyně (filipínsky: Lutuing Pilipino nebo Pagkaing Pilipino) se skládá z kuchyní 144 odlišných etno-lingvistických skupin po celém filipínském souostroví. Styl vaření a jídlo se vyvinulo po mnoho staletí z Australské kuchyně (sdílenou s Malajskou a Indonéskou kuchyní).

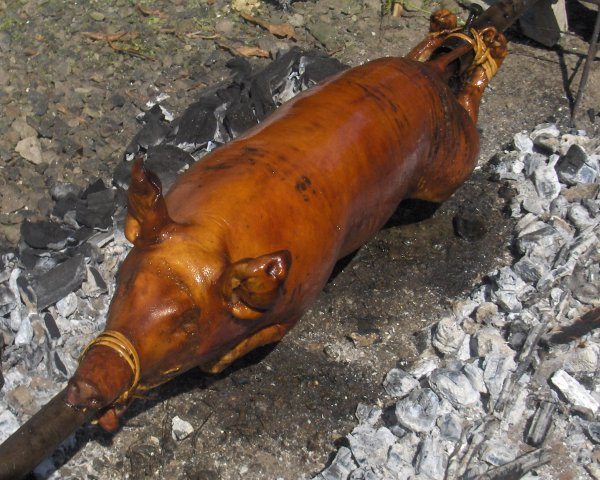
Lechón – pečený vepř

Pokrmy jsou povětšinou poměrné lehké na přípravu, například smažená slaná ryba s rýží a s kari.
Mezi oblíbené pokrmy filipínské kuchyně patří: lechón (pečený vepř vcelku), longaniza (filipínský salám), tapa (uzené hovězí maso), torta (omeleta), adobo (kuřecí nebo vepřové maso v česneku, octu, oleji a sójové omáčce), dinuguan (dušené maso ve vepřové krvi), kaldereta (maso v rajčatové omáčce), mechado (hovězí maso v sóji a rajčatové omáčce), puchero (hovězí maso v banánech s rajčatovou omáčkou), afritada (kuřecí nebo vepřové maso v rajčatové omáčce se zeleninou), kare-kare (dobytčí maso a zelenina vařená v arašídové omáčce), pinakbet (dýně, lilek, fazole, okra a krevetová pasta), sinigang (maso nebo mořské plody v kyselém vývaru), pancit (nudle) a lumpia (čerstvé nebo smažené jarní svitky). Různí potravní odborníci poznamenali, že filipínská kuchyně má mnoho aspektů a je nejreprezentativnější kuchaně v kulinářském světě, kde se "východní kuchaně setkává se západní kuchyní".
Counterpoint je rys ve filipínské kuchyni, která normálně pochází z páru něčeho sladkého s něčím slaným a vede k překvapivě příjemným kombinacím. Příklady zahrnují: champorado (sladká kakaová rýžová kaše), která je spárována s tuyo (solené ryby sušené na slunci); dinuguan (pikantní guláš vyrobený z prasečí krve a vnitřností), spojený s puto (sladké, dušené rýžové koláče); nezralé ovoce, jako jsou zelené mango (které jsou jen mírně sladké, ale velmi kyselé), jsou konzumovány namočené ve slané nebo bagoongské půdě; použití sýra (což je slané sladké) v sladkých koláčích (jako je bibingka a puto), stejně jako zmrzlina.

## Charakteristika
Filipínská kuchyně se kombinuje sladké (tamis), kyselé (asim) a slané (alat) potraviny. Filipínští muslimové konzumují především pikantní (anghang) potraviny, které tepelně upravují především vařením.